# みずほの輝き
みずほの輝き（みずほのかがやき）は、日本のイネの品種名および銘柄名である。農研機構が育成した極良食味・短稈・耐倒伏性の多収で、晩生の水稲新品種。品種名は、秋に黄金色に輝く稲穂をイメージしている。

## 概要
低コスト業務用に育成された極良食味晩生水稲品種で、「コシヒカリ」より味度値はやや高い。 葉いもち・穂いもち病の圃場抵抗性はやや強である。縞葉枯病には、常襲地での栽培には罹病性であるため注意 。
冷めても味や粘りなどが落ちにくいことから、外食・中食産業向けとしても期待されている。また、新潟県上越市は、「コシヒカリ」との作期分散の目的で、本品種の生産拡大を促進している。
- 品種登録出願番号:第22560号(2008年5月14日出願、8月5日出願公表)
- 交配系譜

| 北陸174号 | 北陸174号 | 北陸174号 | 北陸174号 | 北陸174号                 | 北陸174号 |  |  | 中部98号 | 中部98号 | 中部98号 | 中部98号 | 中部98号 | 中部98号 |  |  |  |  |  |  |
| 北陸174号 | 北陸174号 | 北陸174号 | 北陸174号 | 北陸174号                 | 北陸174号 |  |  | 中部98号 | 中部98号 | 中部98号 | 中部98号 | 中部98号 | 中部98号 |  |  |  |  |  |  |
|           |           |           |           |                           |           |  |  |          |          |          |          |          |          |  |  |  |  |  |  |
|           |           |           |           | みずほの輝き（北陸200号） |           |  |  |          |          |          |          |          |          |  |  |  |  |  |  |